# Umbilicaria lambii
Umbilicaria lambii är en lavart som beskrevs av Imshaug. Umbilicaria lambii ingår i släktet Umbilicaria och familjen Umbilicariaceae.   Inga underarter finns listade i Catalogue of Life.